# Jan Posthuma
Jan Marcus Posthuma, född 11 juni 1963 i Dokkum, är en nederländsk före detta volleyboll- och beachvolleyspelare.
Posthuma blev olympisk guldmedaljör i volleyboll vid sommarspelen 1996 i Atlanta.
Han tog brons i nederländska mästerskapet i beachvolley 1990 tillsammans med Olof van der Meulen.